# United Nations Radio
Das United Nations Radio (UN Radio) ist ein Radioprogramm der Vereinten Nationen. Es wurde am 13. Februar 1946 durch eine Resolution der Generalversammlung der Vereinten Nationen gegründet und ist seit 2018 als Teil von UN News weltweit in mehreren Sprachen zu empfangen (Arabisch, Chinesisch, Englisch, Französisch, Kiswahili, Portugiesisch, Russisch und Spanisch).
Bereits der Völkerbund hatte von 1929 bis 1939 Programme unter dem Namen Radio-Nations verbreitet, zunächst über den niederländischen Kurzwellensender PCJJ, dann ab 1932 über eigene Sender in Prangins am Genfer See (später Standort von Bern Radio und Zeitzeichensender HBG). 1943/44 sendete eine Station namens United Nations Radio aus Algier, deren Redaktion beim amerikanischen Office of War Information und beim britischen Political Warfare Executive lag und die keine Verbindung zur (noch nicht gegründeten) UNO hatte.
Im November 2011 hat die Generalkonferenz der UNESCO in Erinnerung an die Gründung des Senders den 13. Februar zum Welttag des Radios erklärt.